# Algernon Herbert
Algernon Herbert (12 juillet 1792 - 11 juin 1855) est un antiquaire anglais.

## Biographie
Il est le sixième et dernier fils de Henry Herbert (1er comte de Carnarvon) et d'Elizabeth Alicia Maria, fille aînée de Charles Wyndham (2e comte d'Egremont). Il fait ses études au Collège d'Eton partir de 1805 et ensuite à Christ Church, Oxford, où il s'inscrit le 23 octobre 1810. Il étudie ensuite au Collège d'Exeter, où il obtient son baccalauréat en 1813 et sa maîtrise en 1825. Il est élu au Merton College en 1814, est devenu sous-gardien en 1826 et doyen en 1828.
Le 27 novembre 1818, il est appelé au barreau du Inner Temple. Herbert est l'auteur de quelques œuvres remarquables, riches en apprentissages abstraits. Ils sont cependant discursifs et ses arguments ne sont pas concluants.
Il épouse, le 2 août 1830, Marianne, sixième fille de Thomas Lemprière de La Motte, à Jersey ; elle meurt le 7 août 1870. Ils ont un fils, Robert George Wyndham Herbert, et deux filles. Herbert est mort à Ickleton, Cambridgeshire.

## Travaux
Il a publié : 
1. Nimrod, discours sur certains passages de l'histoire et de la fable, 1826; réimprimé et remodelé dans 2 vols., 1828, avec un troisième volume la même année, et vol. iv en 1829–1830.
2. Un article sur "Les loups-garous", par A. Herbert, pp.   1-45, dans L'ancien roman anglais de William et le loup-garou (ed. F. Madden, Roxburghe Club, 1832).
3. Britannia d'après les Romains, 1836–1841, 2 vols.
4. Nennius, la version irlandaise de l'Historia Britonum. Introduction et notes de A. Herbert, 1848.
5. Cyclops Christianus ou la prétendue antiquité de Stonehenge, 1849.
6. "Sur les poèmes des pauvres de Lyon", et trois autres articles en annexe aux Livres des Vaudois de JH Todd (1865), pp.   93, 126, 135, 172.